# Robert Stuker
Robert Stuker, baron Stuker, est né le 18 février 1863 à Lützelflüh, en Suisse, et décédé le 12 février 1940 à Athènes, en Grèce. C'est un historien, un pédagogue, un interprète et un diplomate d'origine suisse.

## Biographie
Fils d'un riche enseignant suisse, Robert Stuker effectue une partie de sa formation à l'étranger. Après des études à Berne et à Bâle, il se rend ainsi à Londres, où il obtient un doctorat en lettres. En 1888, il est engagé comme précepteur par une famille de l'aristocratie, à Athènes. Deux ans plus tard, le roi des Hellènes Georges Ier l'engage comme professeur de ses enfants. 
À l'époque où il travaille pour le souverain, Stuker lui sert également de conseiller personnel et, en 1902, le monarque lui confère le titre de chambellan royal. Stuker effectue ainsi différentes missions diplomatiques à Saint-Pétersbourg, Constantinople, Copenhague, Londres et Berlin. Il reçoit alors de nombreux honneurs étrangers, parmi lesquels les titres de baron, pacha et commendatore.
Pendant la Première Guerre mondiale, Stuker se montre fidèle vis-à-vis de la famille royale de Grèce, qu'il suit durant son exil en Suisse. Après la chute de la monarchie hellénique, il devient, en 1924, maître des cérémonies et interprète du Vatican, en dépit de sa foi protestante.
Robert Stuker prend sa retraite en 1935. Il meurt en 1940, durant son dernier voyage à Athènes.